# Lưng người
Lưng người là khu vực lớn phía sau của cơ thể người, kéo dài từ phía trên của mông đến mặt sau của cổ và vai. Lưng là bề mặt đối ngực và vai, chiều cao của nó được xác định bởi cột sống và bề rộng của nó được hỗ trợ bởi các lồng ngực và vai. Ống tủy sống chạy qua cột sống và cung cấp các dây thần kinh với phần còn lại của cơ thể.

## Cấu trúc
Đặc điểm trung tâm của lưng là cột sống, đặc biệt là chiều dài từ đỉnh của đốt sống ngực đến dưới cùng của các đốt sống thắt lưng, nơi tủy sống nằm trong ống sống, và thường có một số độ cong cho phép hình dạng của lưng. Lồng ngực kéo dài từ cột sống ở phía trên của lưng (với phần trên của lồng ngực tương ứng với đốt sống T1), hơn một nửa đường xuống theo chiều dài của lưng, để lại một khu vực có ít bảo vệ giữa phía dưới của lồng ngực và hông. Chiều rộng của lưng ở đầu được xác định bởi các xương bả vai, các xương phẳng rộng của vai.

## Cơ bắp
Cột sống được bao bọc bởi một vài nhóm cơ bắp, bao gồm cả cơ gian mõm ngang (intertransversarii) tạo thuận lợi cho sự di chuyển giữa các đốt sống, và các cơ cột sống nhiều nhánh (multifidus spinae), tạo điều kiện cho sự chuyển động của cột sống như một tổng thể.
Cơ bắp khác ở lưng được gắn liền với sự chuyển động của cổ và vai. Cơ thang, được đặt tên từ hình dạng giống hình thang của nó, chạy giữa cổ, chuỗi phía trước, hai vai, và các đốt sống ngực, T12. Cơ lưng rộng (Latissimus dorsi) tạo thành một hình tam giác từ vai đến hông.

## Các cơ quan của lưng
Phổi nằm trong lồng ngực, và mở rộng đến mặt sau của lồng ngực khiến chúng ta có thể nghe thấy phổi thông qua lưng. Thận nằm dưới cơ bắp ở vùng dưới cuối của lồng ngực, kết nối lỏng lẻo với phúc mạc. Việc đánh vào lưng dưới có thể gây hại cho thận của người bị đánh.